# St. Karl Borromäus (Neusatz)

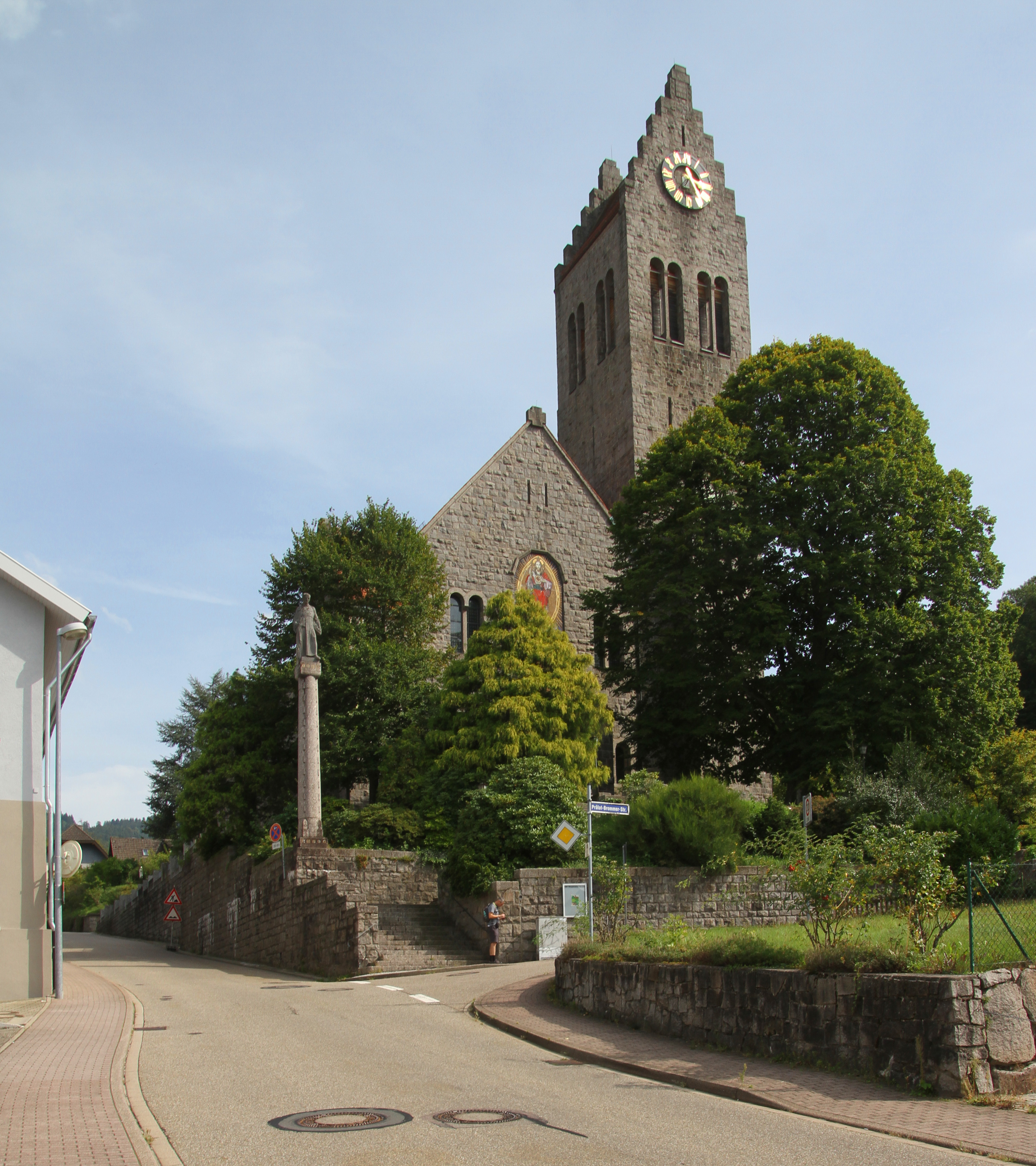
St. Karl Borromäus in Neusatz

Die römisch-katholische Pfarrkirche St. Karl Borromäus steht in Neusatz, einem Stadtteil von Bühl im Landkreis Rastatt in Baden-Württemberg. Das Bauwerk ist beim Landesamt für Denkmalpflege Baden-Württemberg als Baudenkmal eingetragen. Die Kirchengemeinde gehört zum Dekanat Baden-Baden im Erzbistum Freiburg.

## Geschichte
Eine erste Kirche wurde in Neusatz etwa 300 Meter entfernt vom heutigen Kirchenstandort als Filialkirche von Ottersweier erbaut. Im Jahr 1768 wurde die Kirche vom Markgräflich Baden-Badischen Hofbaumeister und Bauinspektor Franz Ignaz Krohmer (1714–1789) durch einen Anbau mit Eingangsturm und Zwiebeldach im Barockstil erweitert. Als 1783 oder 1786 die Filialkirche durch die Errichtung einer Pfarrei zur Pfarrkirche wurde, reichte der Platz für etwa 600 Gläubige nicht mehr aus und deshalb wurde nach Plänen von Krohmer ein neues Langhaus und ein neuer Chor erbaut.
In den Jahren 1911–1913 wurde dann nach einem Entwurf von Johannes Schroth ein völlig neues Kirchengebäude in einer Mischung aus Neoromanik und Jugendstil errichtet. Die alte Kirche wurde 1919 komplett abgetragen. Es gab Bemühungen, den Turm oder Chor zu erhalten, sie waren aber nicht erfolgreich.

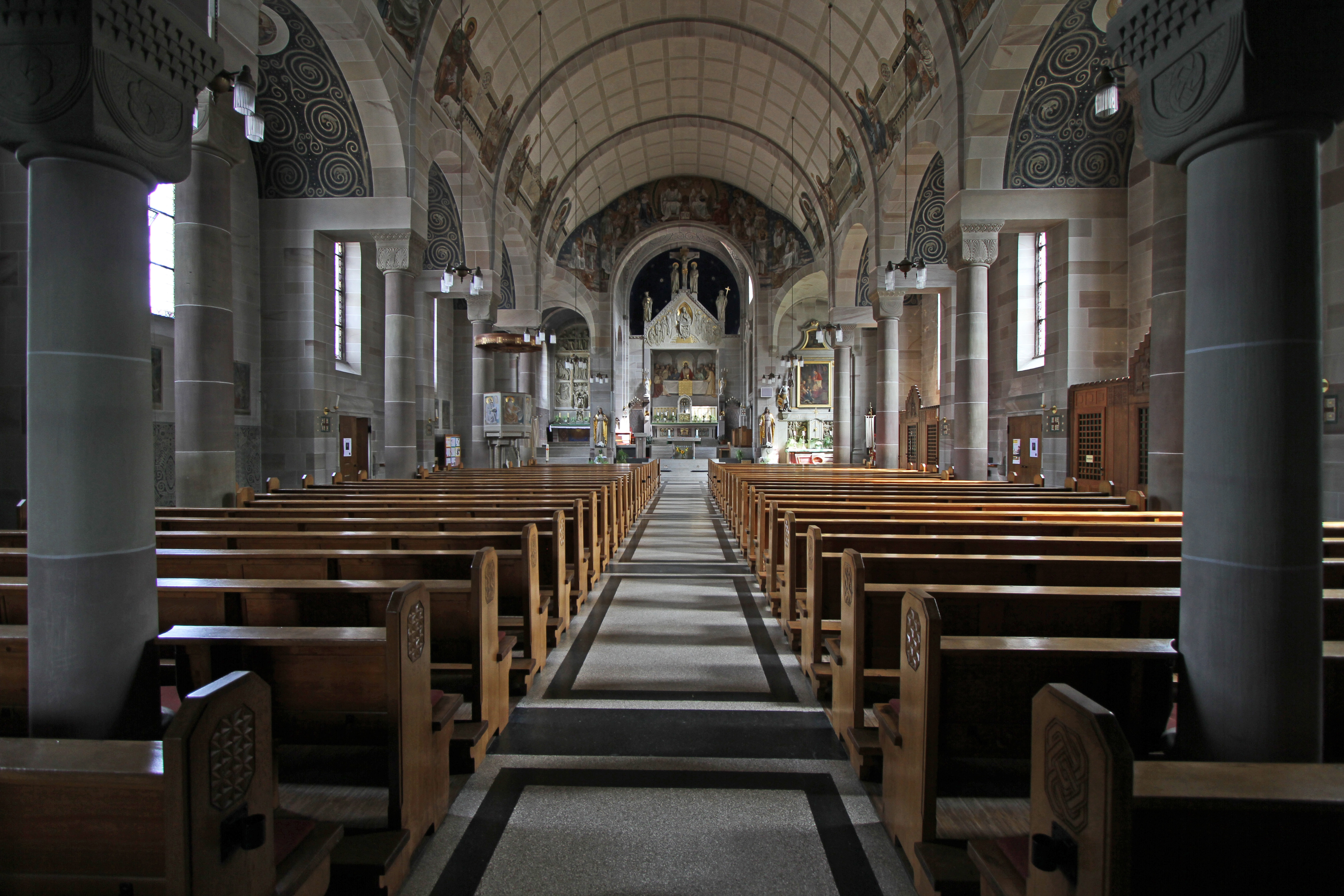
Innenraum

## Beschreibung
Die Hallenkirche aus bossiertem Quadermauerwerk  besteht aus einem Langhaus mit einem Mittelschiff und zwei Seitenschiffen, einem eingezogenen, halbrund geschlossenen Chor im Osten des Mittelschiffs und einem Kirchturm an der Südseite der westlichen Fassade, dessen Satteldach von Staffelgiebeln flankiert wird, in denen sich die Zifferblätter der Turmuhr befinden. 
In Glockenstuhl des Turmes hängen fünf Kirchenglocken, die 1950 von der Glockengießerei Hamm in Frankenthal gegossen wurden.
| Glocke | Name               | Durchmesser | Gewicht | Schlagton | Inschrift*                                                    |
| ------ | ------------------ | ----------- | ------- | --------- | ------------------------------------------------------------- |
| 1      | St. Karl Borromäus | 1237 mm     | 1306 kg | e′+1      | ST. KARL BORROMAEUS / SCHÜTZE UNSERE KIRCHE UND UNSERE HEIMAT |
| 2      | Jesus              | 1023 mm     | 732 kg  | fis′±0    | JESUS / LAMM GOTTES SCHENKE UNS DEN FRIEDEN                   |
| 3      | St. Maria          | 910 mm      | 509 kg  | a′+6      | ST. MARIA / KOENIGIN DES FRIEDENS BITTE FUER UNS              |
| 4      | St. Josef          | 801 mm      | 348 kg  | h′+4      | ST. JOSEF / ERFLEHE UNS EINE GUTE STERBESTUNDE                |
| 5      | St. Fridolin       | 722 mm      | 267 kg  | cis″+2    | ST. FRIDOLIN / STAERKE UNS IM GLAUBEN                         |

* Alle Glocken tragen zusätzlich die Inschrift MEISTER HERMANN HAMM GOSS MICH IM HL. JAHR 1950 / KATHOLISCHE KIRCHENGEMEINDE NEUSATZ
In den Uhrschlag der Turmuhr sind die Glocken 1 bis 4 einbezogen: Glocke 1 sorgt für den Stundenschlag, die Glocken 2, 3 und 4 schlagen zu den Viertelstunden.
Der Innenraum des Mittelschiffs ist längs mit einem weiten Tonnengewölbe überspannt, die Decken der Seitenschiffe sind als kurze Quertonnen ausgebildet. 
Die Orgel wurde 1886 durch H. Voit & Söhne für die Vorgängerkirche gebaut und nach Errichtung der neuen Kirche ohne Veränderung in diese übertragen. Sie verfügte über neun Register auf einem Manual und Pedal. Im Jahr 1986 wurde sie von der Manufaktur Freiburger Orgelbau Hartwig und Tilmann Späth um ein Manual und auf 22 Register erweitert.